# 鶴岡村 (大分県)
鶴岡村（つるおかむら）は、大分県南海部郡にあった村。現在の佐伯市の一部にあたる。

## 地理
番匠川の下流域に位置していた
- 海洋：佐伯湾
- 山岳：臼坪山[3]

## 歴史
- 1889年（明治22年）4月1日、町村制の施行により、南海部郡鶴望村、上岡村、稲垣村が合併して村制施行し、鶴岡村が発足[1][2]。旧村名を継承した鶴望、上岡、稲垣の3大字を編成[2]。
- 1937年（昭和12年）4月1日、南海部郡佐伯町、上堅田村と合併し佐伯町が存続して廃止された[1][2]。

### 地名の由来
合併村名の内、鶴望と上岡の各一文字を組み合わせたもの。

## 産業
- 農業、漁業[3]

## 交通

### 鉄道
- 1916年（大正5年）国有鉄道佐伯線（現豊肥本線）が大字鶴望の東北端に開通[2]。
- 1920年（大正9年）国有鉄道豊州本線（現豊肥本線）が大字鶴望南端から大字上岡間で開通し上岡駅開設[2]。